# セントルイス砦
セントルイス砦(Fort Saint Louis)は、1685年にフランス人探検家のロベール＝カブリエ・ド・ラ・サールが、現在のテキサス州イネズの近くに建設した辺境の砦である。1685年、現在のテキサス州の地域の所有をフランス王朝が主張して、砦と小さな集落が創設され、後にルイジアナ購入の一部としてアメリカ合衆国の主張により支援された。スペインは砦を、ニュースペインの領地への侵略と見なした。
ネイティブ・アメリカンらによるフランス人移住者の排除と、1689年のスペインによる砦の遺骸の破壊は、基本的にテキサス州地域でのフランスの活動を終結させた。スペインによる新しい要塞と伝道施設の建設は、スペインのこの地域での主張を強固なものにした。この場所は現在、考古学的な遺跡になっている。